# 王應麟

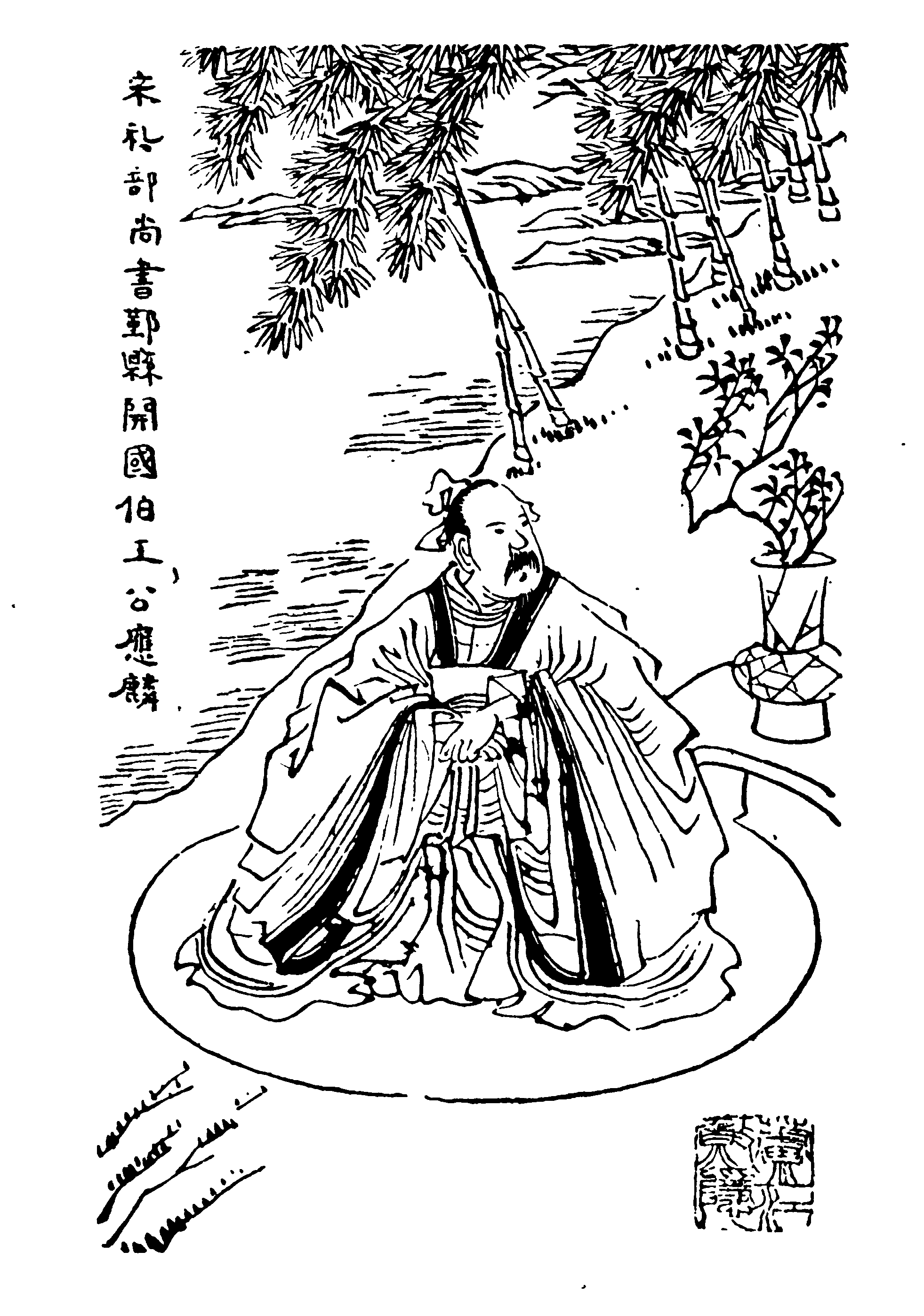
宋礼部尚書鄞縣開國伯王公應麟（清代畫家虞琴所繪，出自《四明人鑑》）

王應麟（1223年8月17日—1296年7月13日），字伯厚，號深寧，慶元府鄞縣县城（今属宁波市海曙区）人，南宋末年的政治人物和經史學者以及文字學家。

## 生平
南宋嘉定十六年（1223年），七月十九日生於慶元府鄞縣（今寧波市鄞州區），父王撝是樓昉學生，曾任溫州知州，從小受其培養教育。
淳祐元年（1241年）進士。淳祐三年, 21歲在衢州任主薄，受到程朱學派王埜、真德秀等人影響，任官同時勤於讀經史。
寶祐四年（1256年），考上博學宏詞科，官至禮部尚書兼给事中。時蒙古入侵，內有權臣丁大全、賈似道等主政，他曾上書論邊防和批判當時政治。
祥興二年（1279年）二月宋亡後，他在家鄉隱居講述經史二十年。宋亡後不出，作品只寫甲子不寫年號，以示不稱臣。
元成宗元貞二年（1296年），六月十二日卒。

## 著作
其著作學甚多且學術價值甚高，到清朝時才開始較為人所重視，其中《玉海》為类书，為其準備博學宏詞考試時所整理的。《困學紀聞》是筆記類的著作，集合其大量經史研究的心得成果。《漢制考》為歷史著作。《通鑑地理通釋》是歷史地理學的著作。《小學绀珠》則是關於文字學的类书。
有說法认为，王应麟是《三字經》、《百家姓》之作者，但並無足夠之證據可供考證。

## 評價
王鸣盛在《十七史商榷·汉艺文志考证》中说：“王应麟《汉艺文志考证》十卷，所采掇亦甚博雅。”
章學誠指出：“今之博雅君子，疲惫精力于经传子史，而终身无得于学者，正坐宗仰王氏，而误执求知之功力，以为学即在是耳。”

## 延伸閱讀
[在维基数据编辑]
 在维基文库阅读此作者作品（ 在维基共享资源阅览影像）
 《四明人鑑·宋禮部尚書鄞縣開國伯王公應麟》，出自《四明人鑑》
 《宋史·卷438》，出自脱脱《宋史》